# Morphnus
Morphnus is een monotypisch geslacht van vogels uit de familie van de havikachtigen (Accipitridae). De wetenschappelijke naam van het geslacht is voor het eerst geldig gepubliceerd in 1816 door Charles Dumont de Sainte Croix. De enige soort is:
- Morphnus guianensis – Wurgarend